# Historia SHK „Zawisza”

## Początki (okres pracy w ramachZHP)
W 1972 w Związku Harcerstwa Polskiego powstał lubelski szczep „Zawisza”. Został on założony przez hm. Michała Bobrzyńskiego. Był to Szczep Drużyn „Nieprzetartego Szlaku” przy Zakładzie dla Głuchoniemych. Wkrótce nowe środowisko przyciągnęło znaczną liczbę młodych ludzi, którzy chcieli służyć swą pomocą niepełnosprawnym. Po czterech latach szczep liczył ok. 300 osób. Zaistniała zatem konieczność zmiany systemu pracy i „Zawisza” opuściła mury Zakładu Głuchoniemych. 
W 1977 roku szczep został zarejestrowany jako szczep środowiskowy przy Komendzie Hufca Lublin. Fakt kilkuletniej pracy w „Nieprzetartym Szlaku” spowodował, że znalazł się na marginesie uwagi władz chorągwianych i hufcowych. Pozwoliło to na stworzenie własnych metod pracy opartych na doświadczeniach harcerstwa sprzed wojny. Przywrócono dawne nazewnictwo stopni, następnie przyszła kolej na powrót do tradycyjnego Prawa i Przyrzeczenia. W końcu podzielono środowisko na dwie odrębne struktury: żeńską i męską. Cały ten proces odbywał się w ramach ZHP. Jednocześnie trwała współpraca z Kościołem, a od 1979 roku z kręgami opozycji „Solidarnościowej”. Latem tego samego roku „Zawiszą” zainteresowała się Służba Bezpieczeństwa. Poważnym „wykroczeniem” okazało się wybudowanie ołtarza polowego na obozie.
Znajdujące się pod presją PZPR i SB władze chorągwiane w 1980 roku zdecydowały się rozwiązać szczep, nie informując mimo wszystko samych zainteresowanych. Dopiero w czerwcu tego roku, w momencie zgłoszenia się po dofinansowanie akcji letniej, zawiszacy usłyszeli, że nie istnieją. Obozy organizowali za własne pieniądze, mimo że w świetle prawa była to działalność nielegalna.
Jesienią 1980 doszło do spotkania instruktorów próbujących dokonać reformy istniejącego Związku Harcerstwa Polskiego. Większość opowiedziała się za wizją pozostania w ZHP i reformowania jego od środka. Jednak przedstawiciele Lublina chcieli stworzenia własnej organizacji, która hołdowałaby dawnym tradycjom. Osamotniony Lublin tymczasowo podporządkował się jednak woli większości.

## Niezależny Ruch Harcerski
Ostatecznie jednak 25 kwietnia 1981 „Zawisza” opuściła ZHP inicjując Niezależny Ruch Harcerski (czerwiec 1981). Wkrótce do NRH przystąpiło kilka środowisk warszawskich (14 WDH, 70 WDH, 1001 WDH) i wiele innych (do końca roku NRH liczył ok. 1000 członków). Utrzymywano także kontakty ze środowiskami KIHAM (np. uczestnicząc w Zlocie 70-lecia w Krakowie). Dekret o stanie wojennym zawiesił działalność organizacji. 

## Harcerski Ruch Liturgiczny (Ruch Zawiszacki)
Kilka dni po wprowadzeniu stanu wojennego doszło do spotkania grupy instruktorów, na którym starły się dwie koncepcje: pierwsza żądała formalnego rozwiązania NRH i przejścia organizacji do podziemia (optował za nią m.in. Krzysztof Stanowski), druga – za którą opowiadał się hm. Michał Bobrzyński – proponowała kontynuację pracy w formie duszpasterstwa. Powstała ona w trakcie rozmów Michała Bobrzyńskiego z o. M. Bryksym SJ, a następnie uzgodniona z ks. Mieczysławem Bochyńskim, Dyrektorem Wydziału Duszpasterskiego Kurii Biskupiej w Lublinie. Drugą opcję odrzuciła jednak znaczna część instruktorów byłego NRH. Pozostali (około 10 instruktorów) spotkali się na wyjeździe do Zakopanego a następnie na krótkich rekolekcjach. Na zbiórce, która miała miejsce w dniu 28 lutego 1982 w kościele oo. Jezuitów w Lublinie, zaprezentowali koncepcję dalszej działalności harcerskiej w ramach służby liturgicznej ołtarza (ministrantów) grupie ok. 100 harcerzy byłego lubelskiego hufca harcerzy NRH. Propozycja ta została zaakceptowana jedynie przez drużynę starszoharcerską "Tajfun" oraz około 30 innych osób z innych jednostek. W ten sposób powstała Harcerska Służba Liturgiczna. W 1985 roku zmieniono nazwę z HSL na Harcerski Ruch Liturgiczny „Zawisza”. 
Jako symbol Ruchu niemal od samego początku został przyjęty znak Veritas Vincit (łac. "Prawda Zwycięży" - dewiza ta tłumaczona była jako "Chrystus Zwycięży"), tj. krzyż z podstawę z litery "V". Symbol ten został zaczerpnięty z tradycji przedwojennego Stowarzyszenia Katolickiej Młodzieży Akademickiej "Odrodzenie" (za zgodą żyjących wtedy jeszcze członków tej organizacji). W 1984 r. powstała koncepcja lilijki z tarczą herbową ze znakiem Veritas Vincit.  Z przyczyn technicznych dopiero w 1987 r. udało się wykonać takie lilijki z metalu. Lilijki z tarczą Veritas Vincit, od zlotu 5-lecia Ruchu (sierpień 1987 r.), stały się oznaką Przyrzeczenia.
Dwóch przedstawicieli Ruchu (Tomasz Deptuła i Jacek Bartmiński) wzięło udział w IV Światowym Zlocie ZHP poza granicami Kraju, który odbył się w Rising Sun (USA), w sierpniu 1988 r. 
HRL był największym środowiskiem niezależnego (tj. funkcjonującego poza ZHP) harcerstwa, w szczytowym okresie (1987) liczył ok. 1000 uczestników. Na jesieni 1989 r. Ruch skupiał ok. 600 chłopców i 250 dziewcząt, w ramach 18 środowisk funkcjonujących przy kościołach (parafiach), przede wszystkim w Lublinie, ale także Kraśniku, Puławach, Nałęczowie, Radomiu, Skarżysku - Kamiennej i Białymstoku. 
W 1989 roku Ruch Zawiszacki stanął w obliczu zmian w ruchu harcerskim – 25 lutego 1989 r. powstał Związek Harcerstwa Rzeczypospolitej (na I Zjeździe ZHR jego Naczelnikiem został wybrany Krzysztof Stanowski, były wychowanek M. Bobrzyńskiego i instruktor lubelskiej "Zawiszy", który nie podjął działalności w Ruchu Zawiszackim). Narodziło się pytanie, czy się do niego włączyć. Ostatecznie zdecydowano się powołać do życia odrębne Stowarzyszenie Harcerstwa Katolickiego „Zawisza”.  
Decyzja ta została wyjaśniona w materiale informacyjnym Ruchu w sposób następujący: "W momencie pojawienia się inicjatywy zawiązania Związku Harcerstwa Rzeczpospolitej Ruch Zawiszacki był zaproszony do współpracy w jego tworzeniu, a przedstawiciele Ruchu brali czynny udział w tych pracach. Warunkiem włączenia się do nowego Związku było jednak samorozwiązanie się Ruchu. Takiego warunku nie przyjęło kierownictwo Ruchu, nie ze względów ambicjonalnych, ale uznając, że wypracowane do tej pory zawiszackie rozwiązania zasługują na ich kontynuowanie i dalszy rozwój. Pozostałe bowiem, działające w Polsce, niezależne organizacje harcerskie, jakkolwiek bazują na tradycyjnym haśle służby Bogu i Polsce, praktycznie w swych programach nie ujmują treści religijnych i nie zakładają religijnej formacji swych uczestników. W związku z tym instruktorzy Ruchu Zawiszackiego uznali za celowe powołanie zupełnie nowej w polskich warunkach „katolickiej organizacji harcerskiej” i planują rozwinięcie nieformalnego dotąd Ruchu Zawiszackiego w formalne Stowarzyszenie Harcerstwa Katolickiego „Zawisza”. 

## Stowarzyszenie Harcerstwa Katolickiego „Zawisza”
Powołanie stowarzyszenia nastąpiło w dniu 2 grudnia 1989 na I Sejmiku Instruktorskim, który odbył się w Lublinie. Naczelnikiem SHK-Z został hm. Michał Bobrzyński. Wybrana na Sejmiku Rada Harcmistrzowska (obecnie: Naczelna) przyjęła w grudniu 1989 r. Deklarację Ideowo – Programową, w której zostało podkreślone, że Stowarzyszenie Harcerstwa Katolickiego „Zawisza” „pragnie być organizacją katolicką, to znaczy, że skupiając członków Kościoła pragnie, działając w łączności z hierarchią, uczestniczyć w realizacji zbawczej misji Kościoła, szczególnie na polu wychowania i religijnej formacji dzieci i młodzieży”, oraz, że „jako organizacja harcerska, czuje się spadkobiercą i kontynuatorem całej, sięgającej 1911 roku tradycji skautingu i harcerstwa w Polsce”. 
10 kwietnia 1990 Sąd Wojewódzki w Lublinie dokonał rejestracji Stowarzyszenia. Data ta zakończyła 8-letni okres nieformalnego działania Ruchu. 

## Stowarzyszenie Harcerstwa Katolickiego „Zawisza” Federacja Skautingu Europejskiego
W 1992 r. zostały nawiązane relacje pomiędzy Stowarzyszeniem a Federacją Skautingu Europejskiego. 
W dniu 18 grudnia 1993 r. odbył się IV Sejmik Stowarzyszenia, w trakcie podjęta została uchwała, która zobowiązała „władze naczelne do podjęcia (…) współpracy z Federacją Skautingu Europejskiego i organizacjami narodowymi FSE, w szczególności poprzez uczestnictwo w pielgrzymkach i obozach, wymianę doświadczeń metodycznych i pedagogicznych”. Na nowego naczelnika powołany został Tomasza Szydło, hufcowy z Radomia, orędownik przystąpienia Stowarzyszenia do FSE. 
W dniu 26 kwietnia 1994 r. został podpisany protokół o współpracy pomiędzy Międzynarodowym Związkiem Przewodniczek i Skautów Europy – FSE a Stowarzyszeniem Harcerstwa Katolickiego „Zawisza” (podpisany przez Gildasa Dyevre, Komisarza Federalnego, z jednej strony a Tomasza Szydło, Naczelnika SHK-Z, z drugiej). W dokumencie tym wskazano, że „FSE i SHK-Z, stosując metody wychowawcze wskazujące wiele punktów wspólnych i będąc przywiązane do wspólnych wartości skautingu katolickiego, uznają za pożądane skoordynowanie swych wysiłków w celu ułatwienia działalności swych jednostek i zapewnienie kształcenia swoich kadr”. 
W 1994 roku grupa ok. 40 instruktorek i instruktorów wzięła udział w międzynarodowym zlocie Międzynarodowego Związku Przewodniczek i Skautów Europy – Federacja Skautingu Europejskiego – Eurojam w Viterbo (Włochy). Wyjazd ten, za który odpowiadał Zbigniew Korba, zgromadził liderów prawie wszystkich środowisk „Zawiszy”. W trakcie Eurojamu władze Federacji zorganizowały dla nich specjalne szkolenie, które prowadzone było głównie przez Maurice Ollier. Polska flaga po raz pierwszy powiewała na masztach zlotowych obok flag innych krajów, w których istnieją organizacje Skautów Europy. Jednym z głównych wydarzeń zlotu była audiencja św. Jana Pawła II dla uczestników Eurojamu, która odbyła się w bazylice Św. Piotra. W jej trakcie papież wygłosił specjalne przemówienia do Przewodniczek i Skautów Europy, wskazując między innymi, że "Być chrześcijaninem oznacza niezmordowanie służyć budowaniu pokoju i jedności w Kościele i w świeci. Dla was w szczególności oznacza to pracować w obrębie waszej wielkiej rodziny Skautów, w której jesteście braćmi i siostrami, posługując się waszą specjalną pedagogią". 
16 września 1995 r. Rada Harcmistrzowska (Naczelna) Stowarzyszenia Harcerstwa Katolickiego „Zawisza” podjęła uchwałę: „Analizując znaki czasu, sytuację Kościoła Katolickiego w świecie i w Polsce, sytuację w jakiej znajduje się nasz Ojczyzna oraz rozeznając Boże powołanie naszego Stowarzyszenia w dziele nowej ewangelizacji, do której wzywa nas Ojciec Święty Jan Paweł II, Rada Harcmistrzowska, utożsamiając się z ideą skautingu europejskiego, zapisaną w tekstach fundamentalnych Federacji, po roztropnym rozważaniu, podejmuje decyzję o przystąpieniu Stowarzyszenia Harcerstwa Katolickiego „Zawisza” do Federacji Skautingu Europejskiego”. W tym samym dniu Rada zwróciła się z prośbą do Rady Federalnej o przyjęcie Stowarzyszenia na okres próbny do FSE. Prośba ta została zaakceptowana przez Radę Federalną na spotkaniu, które miało miejsce w Herbstein (Niemcy) w dniu 18 listopada 1995 r. Na Sejmiku, który odbył się w Radomiu w dniu 8 grudnia 1995 r., została zmieniona nazwa Stowarzyszenia na" Stowarzyszenie Harcerstwa Katolickiego "Zawisza" Federacja Skautingu Europejskiego. Sejmik przyjął ponadto krzyż FSE oraz Teksty Fundamentalne FSE. Utworzona została funkcja przewodniczącego, którym został wybrany Tomasz Szydło.  
Na Radzie Federalnej, która miała miejsce w Lizbonie w dniach 14 i 15 listopada 1998 r., po trzyletnim okresie próbnym, polskie stowarzyszenie otrzymało status pełnoprawnego członka Międzynarodowego Związku Przewodniczek i Skautów Europy – Federacji Skautingu Europejskiego.
W 2003 roku SHK-Z FSE było głównym organizatorem Eurojamu 2003 – Zlotu Międzynarodowego Związku Przewodniczek i Skautów Europy – Federacja Skautingu Europejskiego. Odbył się on w dniach od 2 do 11 sierpnia 2003 r. w okolicy Ogrodzieńca i Kluczy na Wyżynie Krakowsko-Częstochowskiej, gromadząc ok. 9000 uczestników.
W 2007 r. od 4 do 11 sierpnia polska organizacja Skautów Europy organizowała Euromoot 2007 – międzynarodową wędrówkę Przewodniczek i Skautów Europy przez Tatry. Wzięło w niej udział ok. 5000 osób. Rozpoczęła się liturgią bizantyjską w Lewoczy na Słowacji, a zakończyła specjalnie skomponowaną mszą „Messa de Cana” w Częstochowie.